# Musashino Forest Sports Plaza

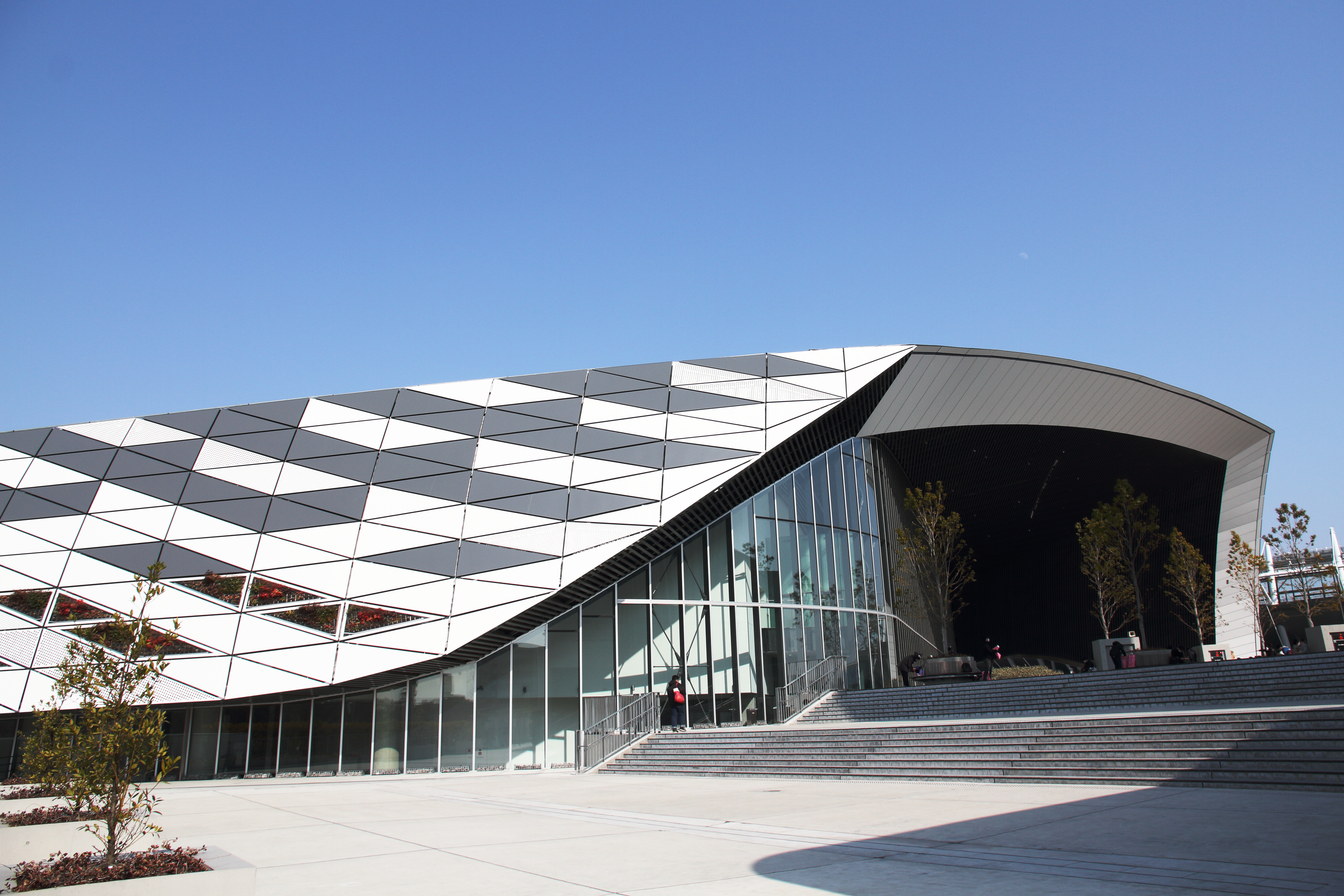
De Musashino Forest Sports Plaza

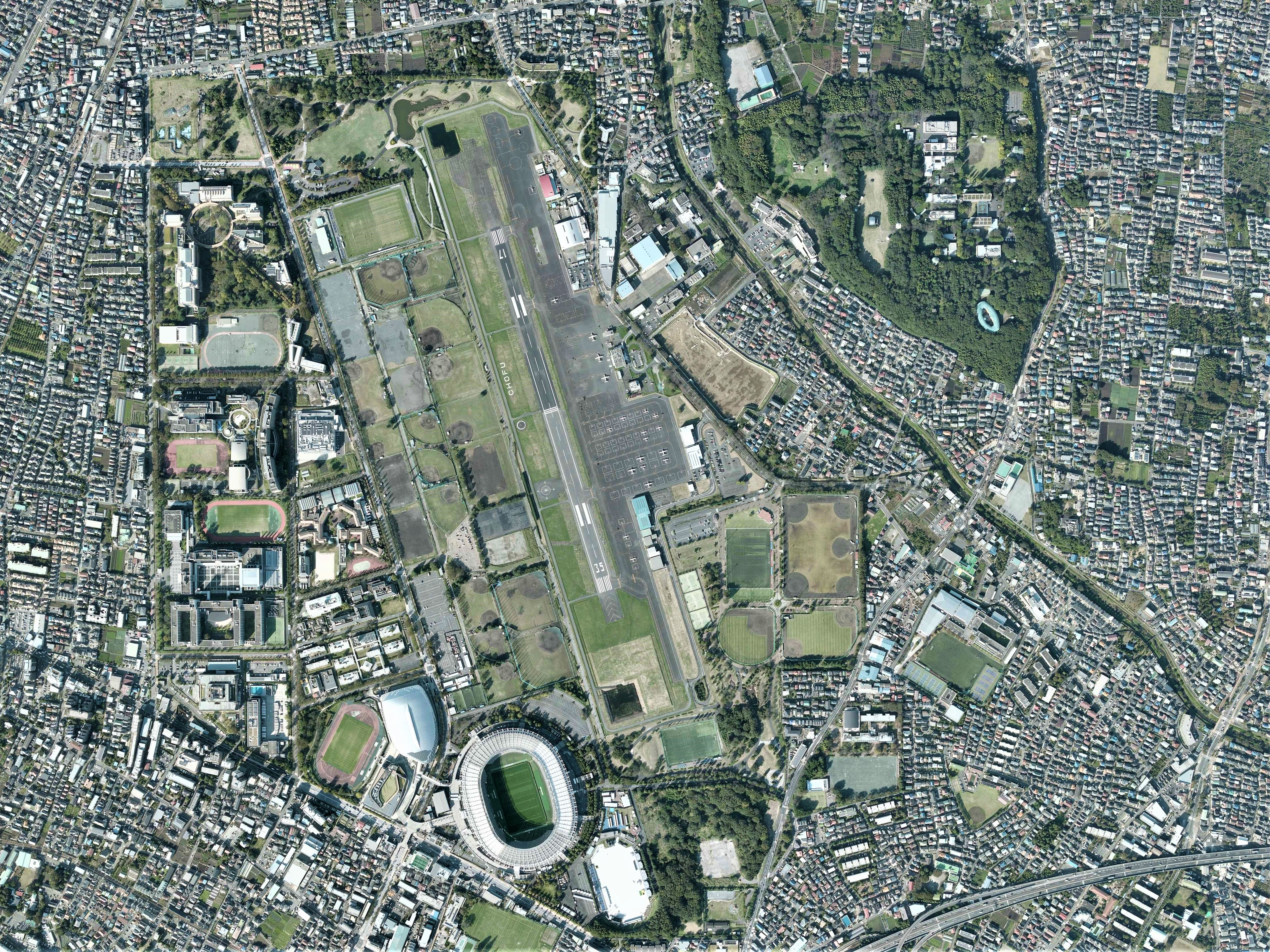
Luchtfoto van de Plaza ten zuidwesten van de luchthaven van Chofu en het Musashinonomoripark, en ten noordwesten van het Ajinomotostadion, in 2019

De Musashino Forest Sports Plaza (Japans: 武蔵野の森総合スポーツプラザ, Musashino no mori sōgō supōtsu puraza) is een multisportcomplex in de Japanse stad Chofu, onderdeel van de prefectuur Tokio en zo'n vijftien kilometer ten westen van het centrum van de hoofdstad gelegen. De bouw begon in 2014 en werd in 2017 voor 33 miljard yen (zo'n 250 miljoen euro) afgewerkt. De officiële opening vond plaats op 25 november 2017.  Het was daarmee het eerste afgewerkt bouwwerk van de nieuwe infrastructuur gebouwd voor de Olympische en Paralympische Spelen van 2020 dat werd afgewerkt.
De hoofdarena van het complex biedt plaats aan tienduizend toeschouwers. Daarnaast zijn in het complex ook een zwembad, een multisportzaal en twee fitness studios beschikbaar voor publiek gebruik. Direct ten zuidwesten van de Plaza bevindt zich het Ajinomotostadion. Het omliggende park is het Musashinonomoripark.
Tijdens de Olympische Spelen zullen de badmintoncompetitie en ook het schermonderdeel van de  moderne vijfkamp er plaatsvinden. Aansluitend wordt hier de rolstoelbasketbalcompetitie voor het Basketbal op de Paralympische Zomerspelen georganiseerd.
Het eerste evenement dat in het complex werd georganiseerd was het ATP-toernooi van Tokio 2018. Dat vond uitzonderlijk dat jaar hier plaats omdat de traditionele locatie van het Ariake Colosseum toen werd gerenoveerd voor het tennis op de Olympische Zomerspelen 2020. In 2019 ging er ook een van de twintig internationale poules van de FIVB Nations League vrouwen 2019 volleybal door.